# Kanarata Point
Der Kanarata Point (englisch; bulgarisch нос Канарата nos Kanarata) ist eine felsige Landspitze am nördlichen Ende der Astrolabe-Insel in der Bransfieldstraße nordwestlich der Trinity-Halbinsel des Grahamlands auf der Antarktischen Halbinsel. Sie liegt 3,95 km nordöstlich des Raduil Point und 2,17 km nördlich des Drumohar Peak. Ihr vorgelagert sind die Dragons Teeth.
Deutsche und britische Wissenschaftler kartierten sie 1996 gemeinsam. Die bulgarische Kommission für Antarktische Geographische Namen benannte sie 2018 nach dem Berg Kanarata im bulgarischen Rilagebirge.